# Église Saint-Nicodème de Bourseul
L'église Saint-Nicodème  est un édifice situé à Bourseul en France.

## Localisation
L'église est située sur le territoire de la commune de Bourseul dans le département des Côtes-d'Armor, dans la région Bretagne.

## Description
D'après la tradition, une première église aurait été construite au XIIe siècle à l'emplacement d'une maison de « Templiers ». C'est dans cet édifice que fut célébré, le 3 juillet 1753, le mariage des parents de François-René de Chateaubriand. 
L'église paroissiale actuelle, dédiée à saint Nicodème, a été reconstruite en 1848, au même endroit. Elle comprend un porche sud du XIIe siècle qui conserve une porte romane, avec entrée à double meneau central. Des masques ornent les chapiteaux Le calvaire situé près de l'église et la croix du vieux cimetière datent toutes deux du XVIe siècle.

## Historique
L'église est inscrite partiellement au titre des monuments historiques par arrêté du 22 juin 1964.

## Protection
Éléments protégés : le porche et le calvaire. 

## Galerie

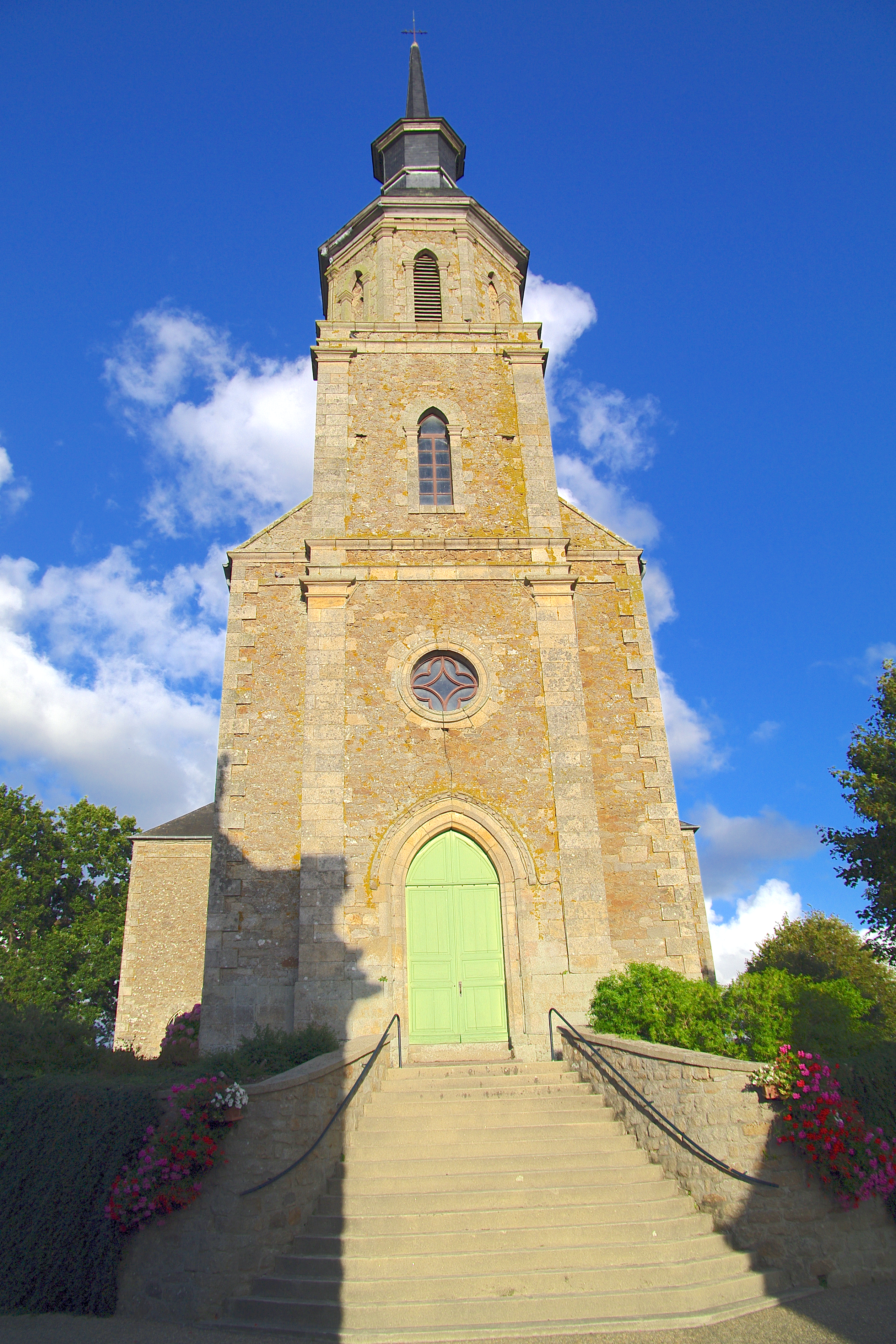
L'église Saint-Nicodème en 2012 : la façade et le clocher.
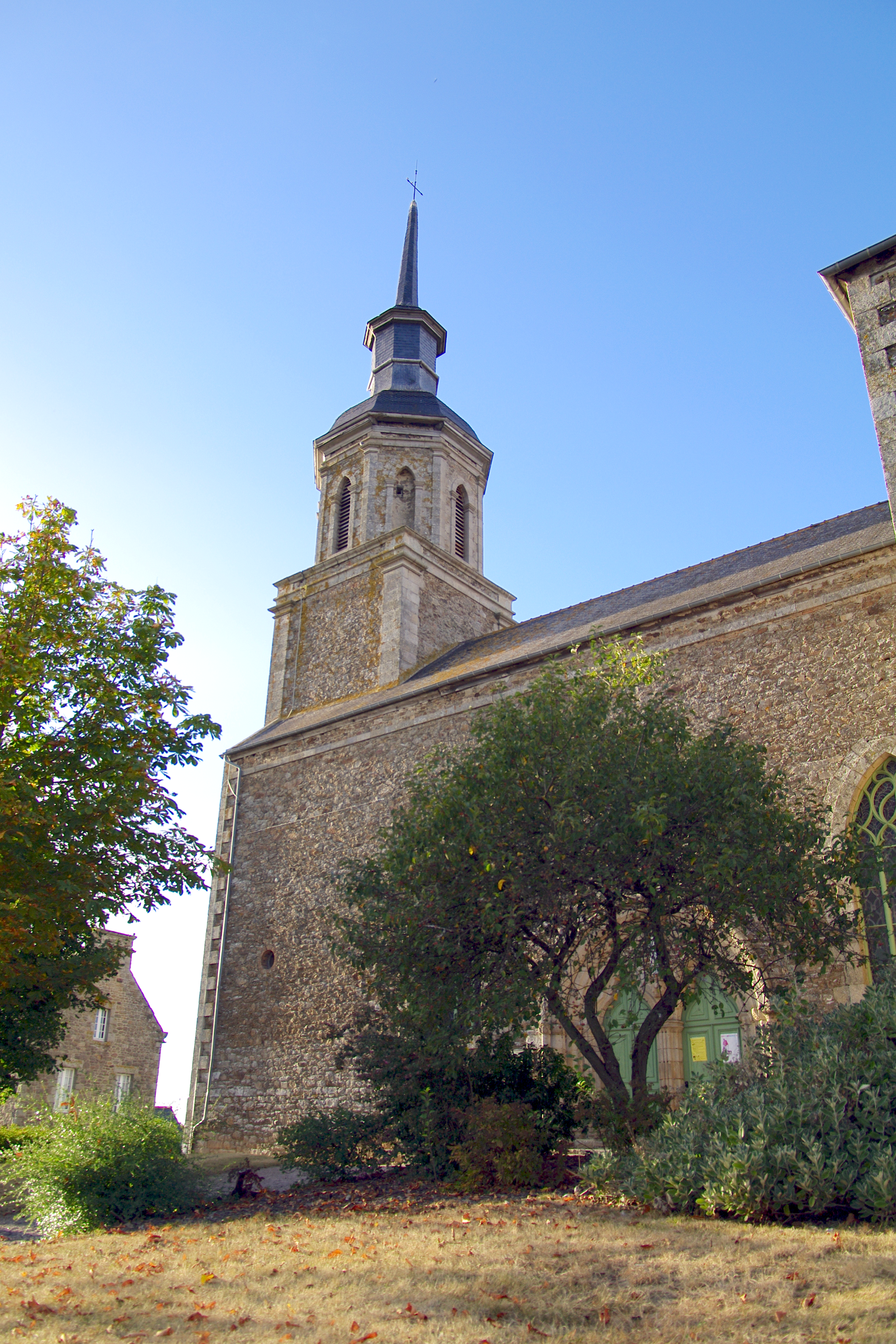
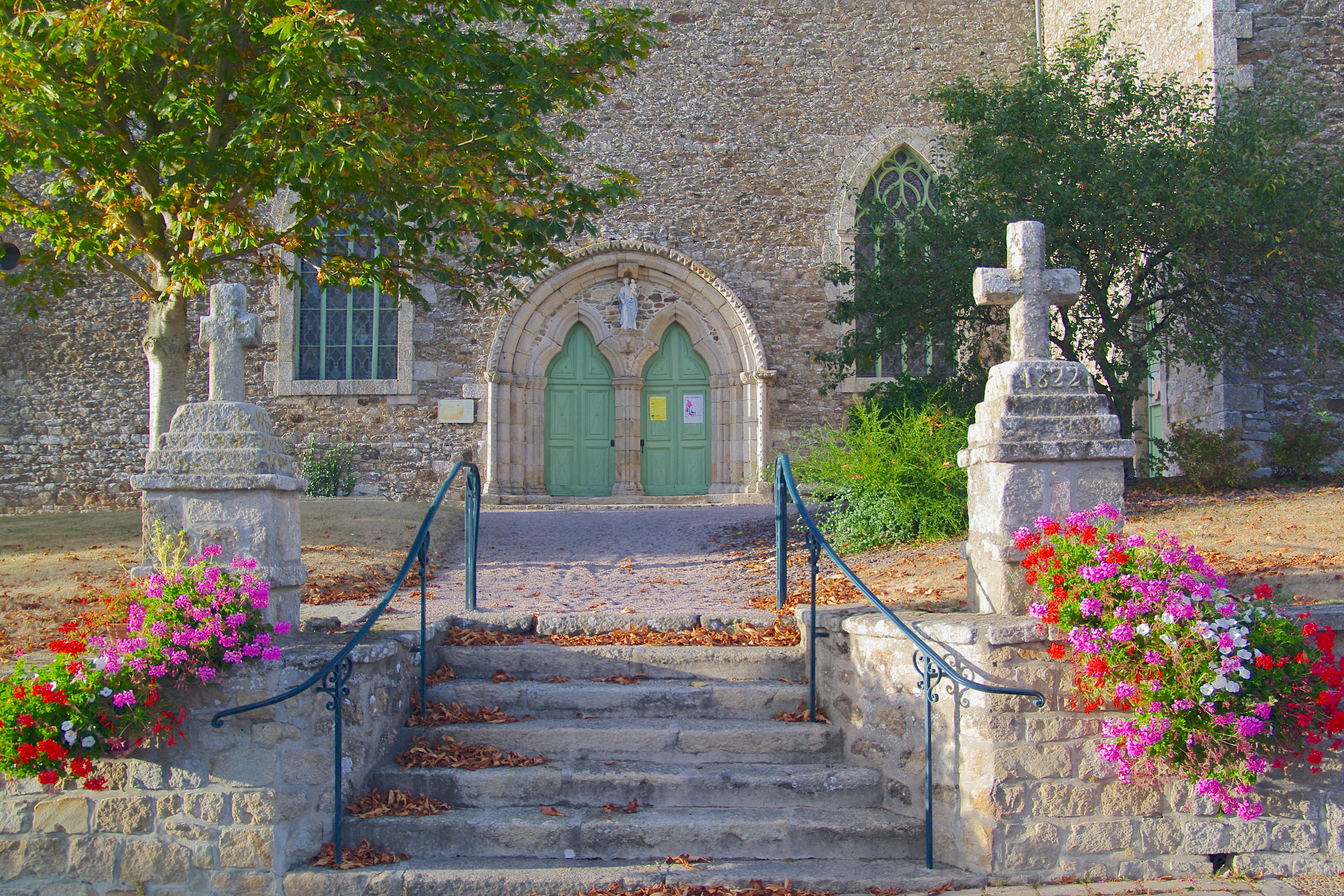
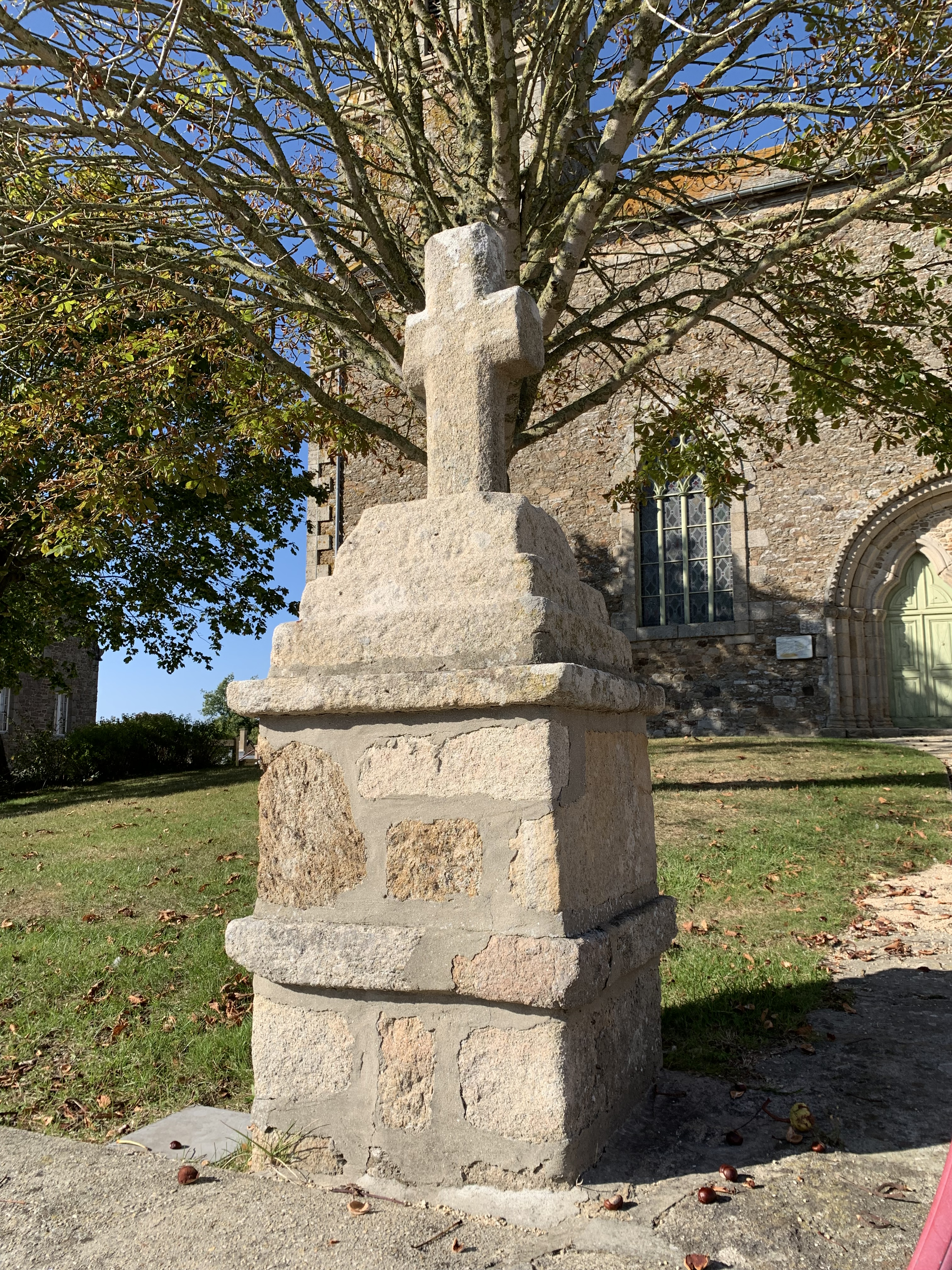
Croix latine et son support en granit à gauche de l'escalier sud à l'extérieur de l'église.
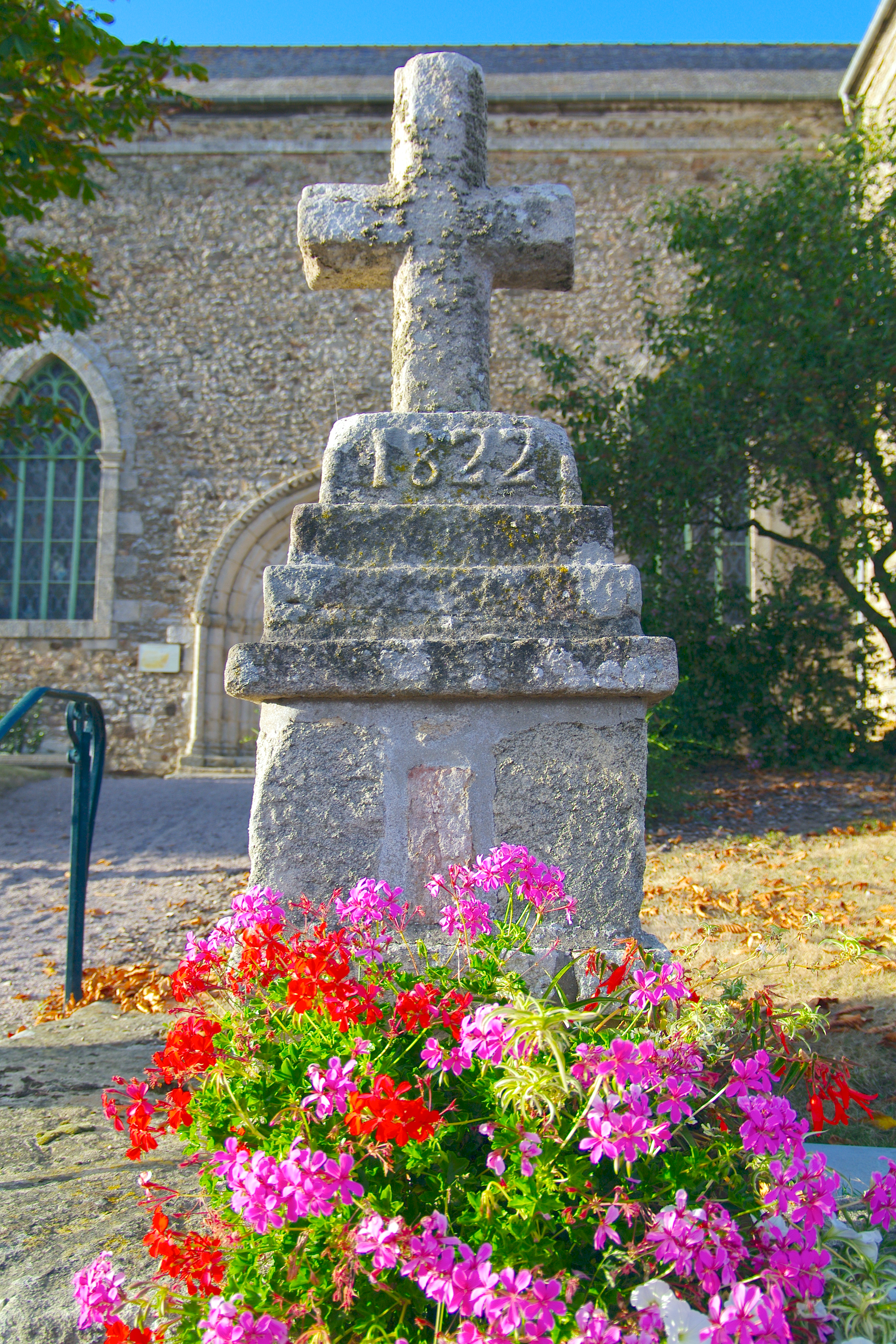
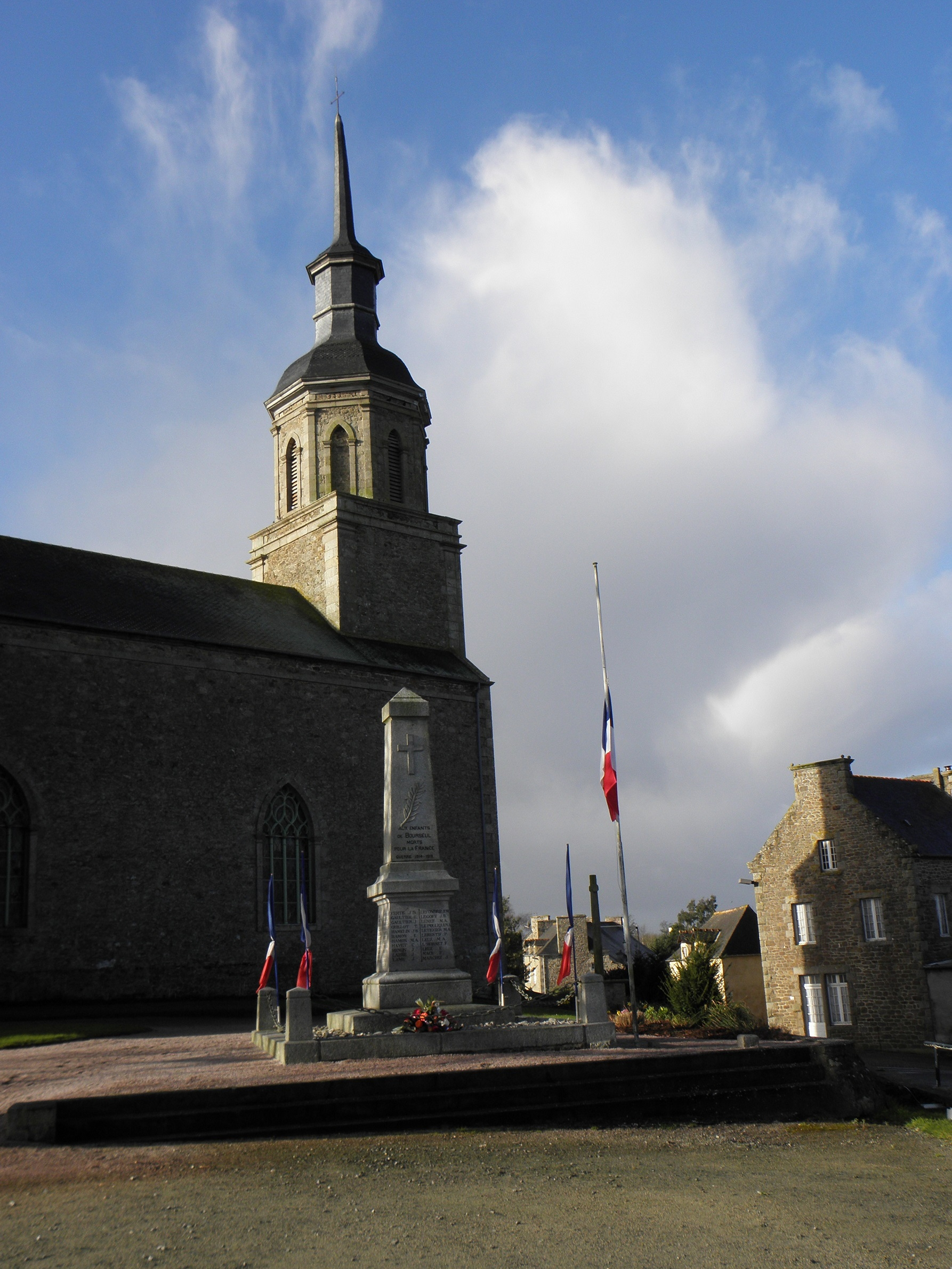
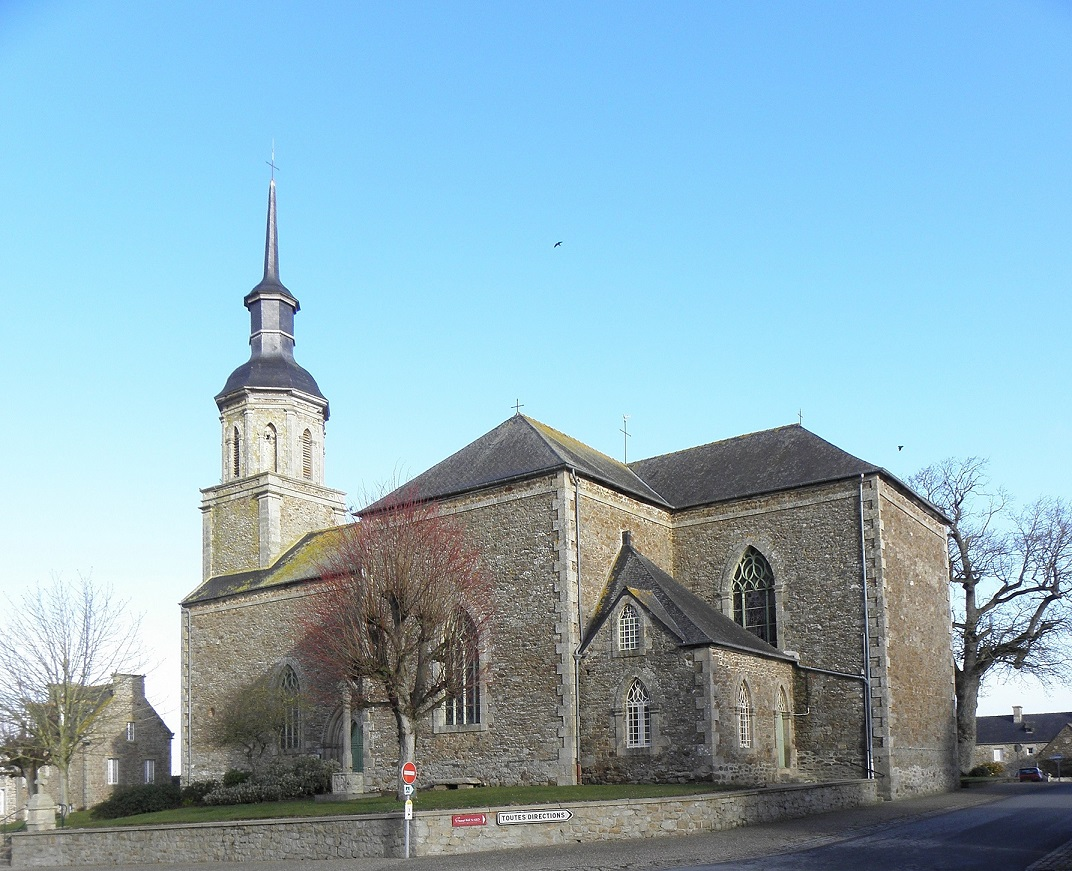
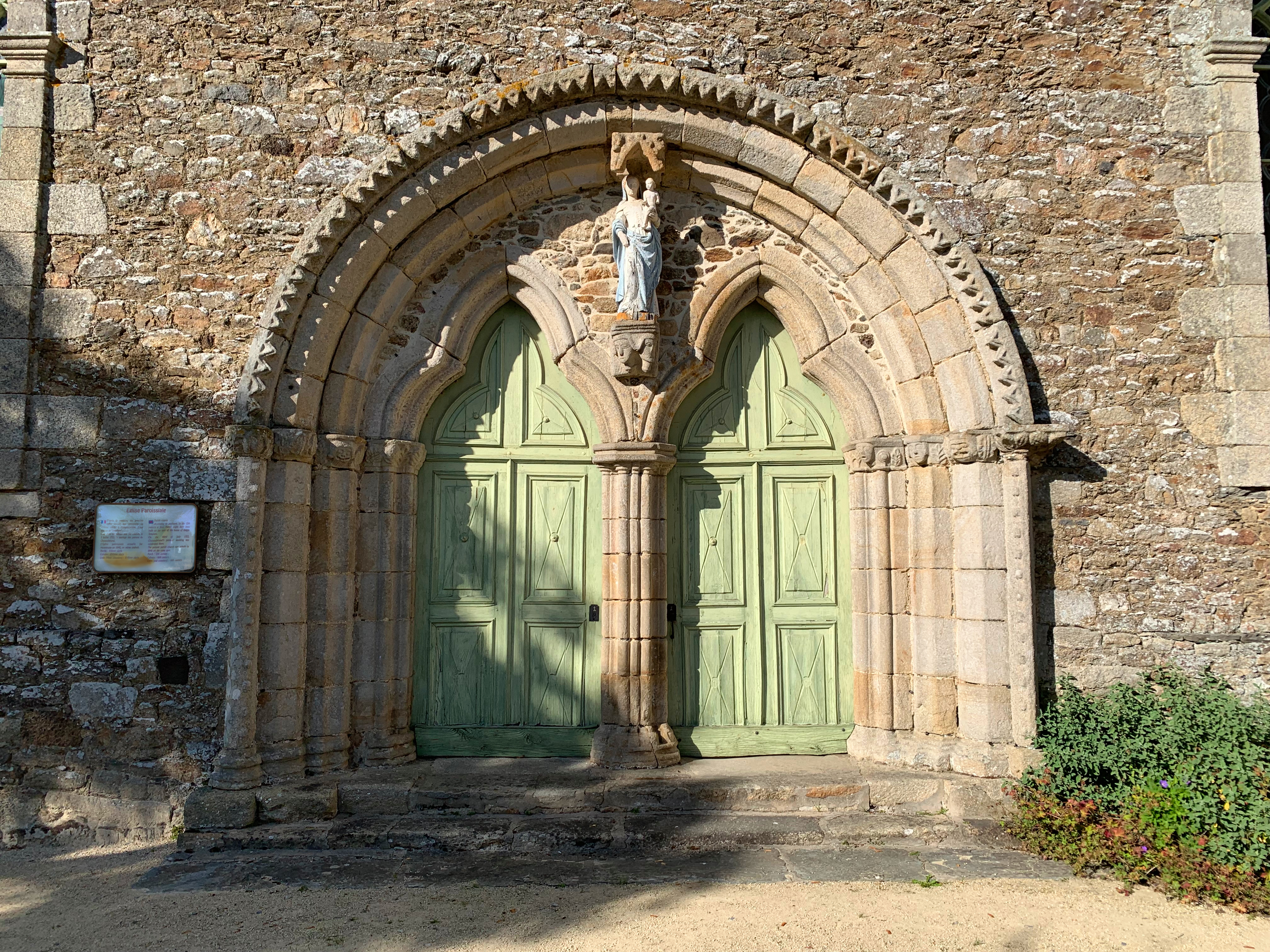
Portail sud de l'église.
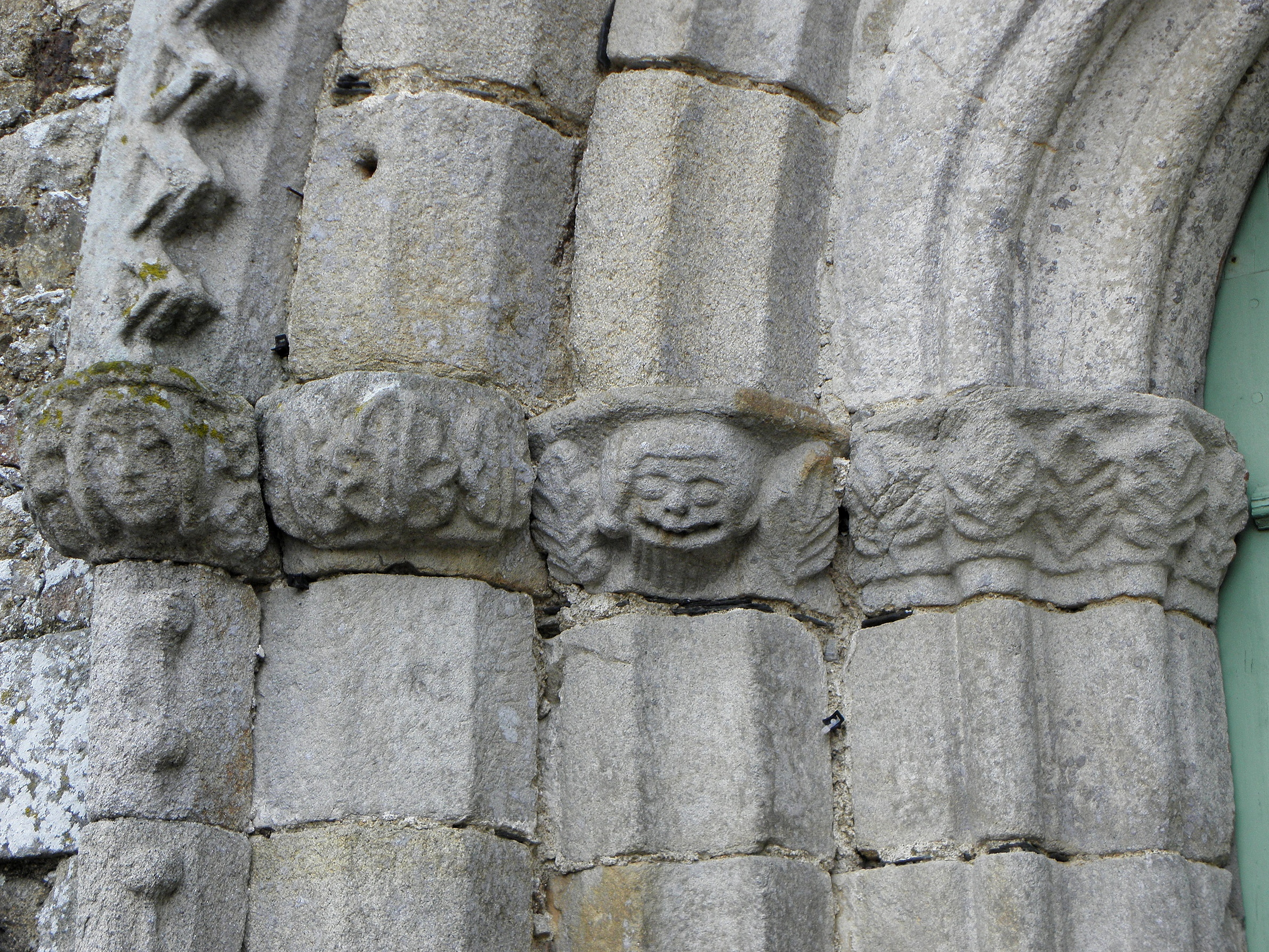
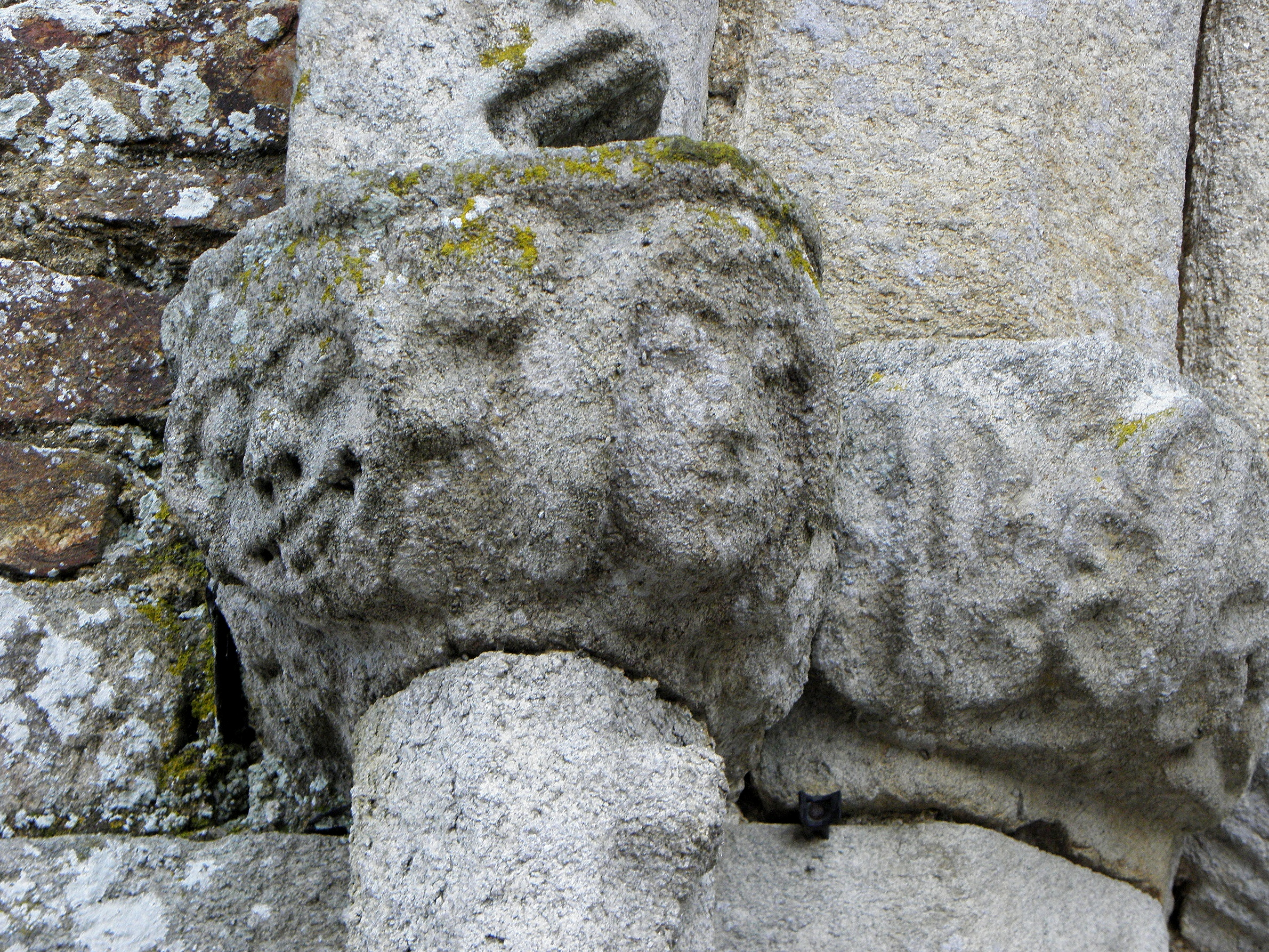
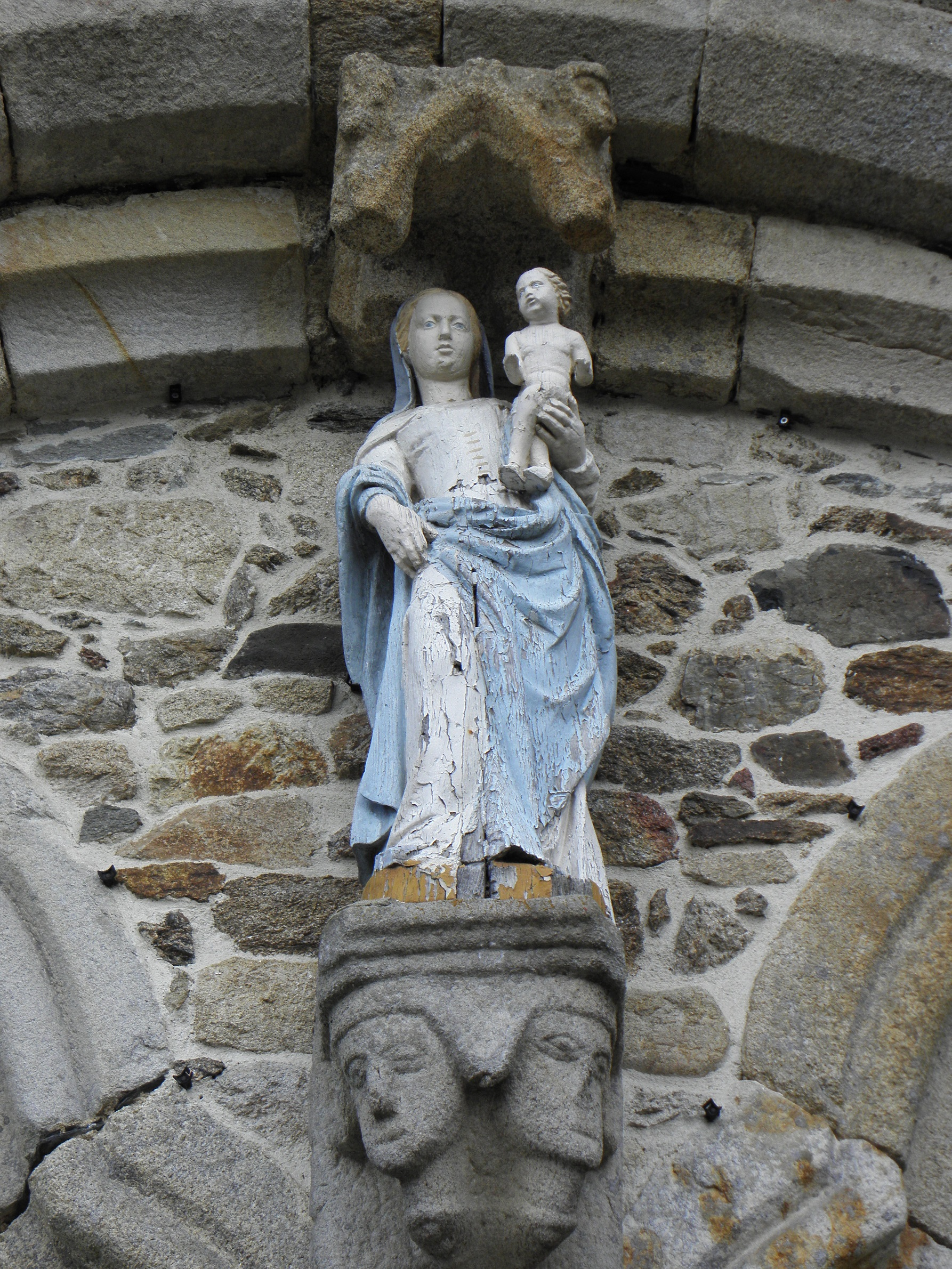